# Natsurang Homchantara
Natsurang Homchantara (thailändisch ณัฐสุรางค์ หอมจันทร์, geb. 27. Mai 1957 in Bangkok, Thailand; gest. 11. August 2006) war eine thailändische Flechtenkundlerin. In ihrer relativ kurzen Karriere spezialisierte sie sich auf die Taxonomie der Familie Thelotremataceae, in der sie bei der Beschreibung vieler neuer Arten half. Ihr offizielles botanisches Autorenkürzel lautet „Homchant“.

## Leben und Karriere
Natsurang Homchantara war das vierte von fünf Kindern der Eltern Sueb und Lamyai Homchantara. Sie hatte eine glückliche Kindheit. Ihr Spitzname war Oy, was Zuckerhut bedeutet. 1979 erwarb sie einen Bachelor of Science in Botanik an der Kasetsart-Universität und arbeitete anschließend an der Chulalongkorn-Universität in der Abteilung für Pharmakognosie der Fakultät für Pharmazeutische Wissenschaften. Hier entwickelte sie ihr Wissen über Naturprodukte und Kräutermedizin aus lokalen Pflanzen. Nachdem sie das Graduiertenprogramm an dieser Institution begonnen hatte, erwarb sie 1985 einen Master of Science in Pharmazie (Pharmakognosie). Ab 1991 arbeitete sie an der Ramkhamhaeng-Universität in Bangkok als Dozentin in der Biologieabteilung.
1997 wurde Natsurang leitende Forscherin für Taxonomie in einer neu eingerichteten Flechten-Forschungseinheit an der Ramkhamhaeng-Universität. Anschließend erhielt sie ein Stipendium der thailändischen Regierung, um an ihrer Promotion zu arbeiten. Sie schrieb sich an der Liverpool John Moores University als Doktorandin ein und wurde von Anthony Whalley und Brian John Coppins betreut. Nachdem sie mit Coppins im Royal Botanic Garden Edinburgh zusammengearbeitet hatte, erwarb sie 1999 ihren Doktortitel. Ihre Dissertation trug den Titel „Die taxonomischen und ökologischen Aspekte der Thelotremataceae in Südostasien“. Im Rahmen ihrer Dissertationsarbeit beschrieben sie und Coppins 30 neue Flechtenarten aus der Familie der Thelotremataceae erstmals.
Natsurang begann 2004, an gesundheitlichen Problemen zu leiden. Sie starb im Alter von neunundvierzig Jahren an Krebs. Zu ihren Ehren wurden zwei thailändische Flechten benannt: Cladonia homchantarae und Chroodiscus homchantarae. Ihr zu Ehren wurde 2008 an der Ramkhamhaeng-Universität ein Workshop über die Thelotremoideen Graphidaceae abgehalten. Der Workshop umfasste Präsentationen von Lichenologen aus den USA, Argentinien, Indien, Korea und Thailand und wurde von etwa 50 Teilnehmenden aus insgesamt acht Ländern besucht. In der Folge des Workshops wurden in der Fachzeitschrift The Lichenologist acht Manuskripte zu veröffentlichen, darunter zwei zusätzliche Beiträge von Lichenologen, die nicht am Workshop teilnehmen konnten.

## Schriften (Auswahl)
- K. Boonpragob, N. Homchantara, B.J. Coppins, P.M. McCarthy, P.A. Wolseley: An introduction to the lichen flora of Khao Yai National Park, Thailand. In: Botanical Journal of Scotland. 50. Jahrgang, Nr. 2, 1998, S. 209–219, doi:10.1080/03746609808684918 (englisch).
- N. Homchantara, B.J. Coppins: New species of the lichen family Theotremataceae in SE Asia. In: The Lichenologist. 34. Jahrgang, Nr. 2, 2002, S. 113–140, doi:10.1006/lich.2002.0382 (englisch).